# フィリップ・レスニアク
フィリップ・レスニアク（Filip Lesniak、1996年5月14日 - ）は、スロバキア・コシツェ出身のプロサッカー選手。ブルガリア・ファーストリーグ・PFCスパルタク・ヴァルナ所属。ポジションは、ミッドフィールダー(DMF)。
「フィリプ・レスニャク」という表記も見受けられる。

## 経歴

### トッテナム時代
2016-17シーズン前半はチェコ1部リーグのFCスロヴァン・リベレツにローン移籍したが、後半はトッテナムに復帰。2017年5月21日に行われたプレミアリーグ第34節のレスター・シティFC戦で86分にムサ・デンベレに代わって出場し、トップチームデビューを果たすと89分にハリー・ケインのこの日3点目となるゴールをアシストした。次戦の5月21日に行われたプレミアリーグ最終節のハル・シティAFCではベンチ入りしたが出場機会は無かった。

### オールボー時代
2017年7月4日、デンマーク・スーペルリーガのオールボーBKに加入した。